# Ukrajina na Zimních olympijských hrách 1998
Ukrajina na Zimních olympijských hrách 1998 v Nagano reprezentovalo 56 sportovců, z toho 30 mužů a 26 žen. Nejmladším účastníkem byl Olena Junčyk (15 let, 161 dní), nejstarším pak Oleksandr Uškalenko (33 let, 204 dní). Reprezentanti vybojovali 1 stříbrnou medaili.

## Medailisté
| Medaile | Jméno           | Sport   | Disciplína |
| ------- | --------------- | ------- | ---------- |
| Stříbro | Olena Petrovová | Biatlon | Ženy 15 km |